# Antiloque
Dans la mythologie grecque, Antiloque (en grec ancien Ἀντίλοχος / Antílokhos) est le fils du roi de Pylos Nestor et d'Anaxibie frère notamment de Thrasymédès et de Pisistrate.
Il est un des prétendants d'Hélène, et prend part à la guerre de Troie avec son père et son frère. Il compte parmi les bons guerriers, et fait sept victimes dans le camp troyen. Ami intime d'Achille, c'est lui qui lui apporte la nouvelle de la mort de Patrocle. Dans l’Iliade, il participe aux jeux funèbres en l'honneur de Patrocle et termine deuxième de la course de chars devant Ménélas. Celui-ci pourtant proteste, car Antiloque a triché selon les conseils de son père, ; il présente alors ses excuses et Ménélas lui remet le second prix. Il participe également à la course à pied, où il termine dernier. Durant la prise de Troie, Antiloque est tué par Memnon alors qu'il protège son père. Il est ensuite inhumé auprès d'Achille et de Patrocle à l'Île Blanche.

## Sources
- Pseudo-Apollodore, Bibliothèque [détail des éditions] [lire en ligne] (I, 9, 9 et III, 10, 7).
- (en) Éthiopide [détail des éditions] [lire en ligne].
- Homère, Iliade [détail des éditions] [lire en ligne] (passim).
- Pausanias, Description de la Grèce [détail des éditions] [lire en ligne] (3, 19, 13).
- Pindare, Odes [détail des éditions] (lire en ligne) (VI, 28-42).
- Quintus de Smyrne, Suite d'Homère [détail des éditions] [lire en ligne].